# Afrika Korps
O Afrika Korps ou Corpo da África Alemão (em alemão:  Deutsches Afrikakorps, DAK ouvirⓘ) foi a força expedicionária da Alemanha durante a Campanha do Norte da África na Segunda Guerra Mundial. Foi formado a 19 de fevereiro de 1941, após o OKW (Comando das Forças Armadas) ter decidido enviar primeiro como uma força de sustentação para reforçar a defesa italiana de suas colônias africanas, que tinha sido alvo da contraofensiva britânica, a Operação Compasso, a formação lutou na África, sob várias denominações, de março de 1941 até sua rendição em maio de 1943. A força expedicionária alemã, comandada pelo Marechal Erwin Rommel, no início consistia no 5º Regimento Panzer e de várias outras pequenas unidades.

## História

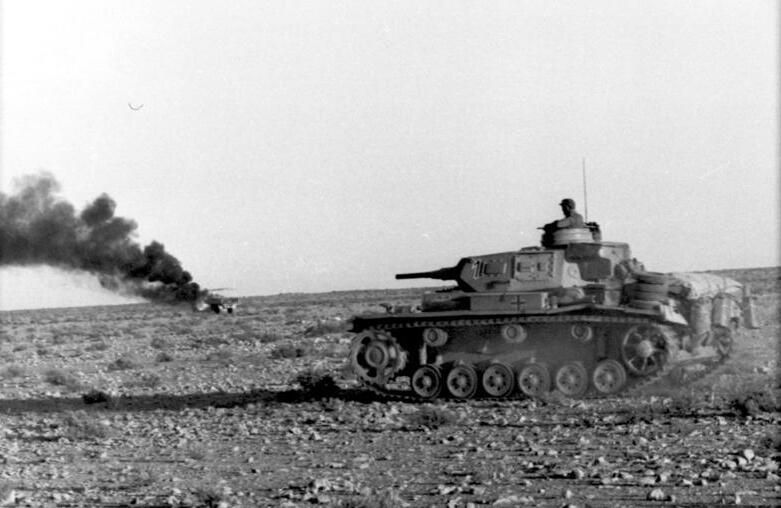
Um tanque Panzerkampfwagen III alemão da Afrika Korps.

A filosofia central de Rommel era atacar primeiro, com rapidez, mobilidade, surpreendendo e desorientando o inimigo. Devido as características da guerra no deserto, o avanço de grandes distâncias, empurrando o inimigo para trás de suas linhas, era possível, utilizando-se da surpresa e do poder de fogo concentrado. O calcanhar de Aquiles era a logística de suprimentos, extremamente dificultada, já que os italianos, responsáveis pelo abastecimento das tropas, tinham que atravessar o mediterrâneo com seus navios para abastecer as tropas do Afrikakorps, e para dificultar ainda mais a operação logística, os desembarques de suprimentos e combustíveis ocorriam em Benghazi ou Trípoli, tendo que percorrer longas distâncias em caminhões até a frente de batalha, mesmo tendo sido conquistados Tobruk e Mersa Matruh, posições mais avançadas. Algum reabastecimento de combustível via aérea foi feito pela Luftwaffe, mas em geral inexpressivo, pois esta também não vivia seus melhores momentos. Também a frente africana não era a prioridade do alto comando alemão, portanto não foram realizados os maiores esforços no sentido de atender as necessidades dessa frente.

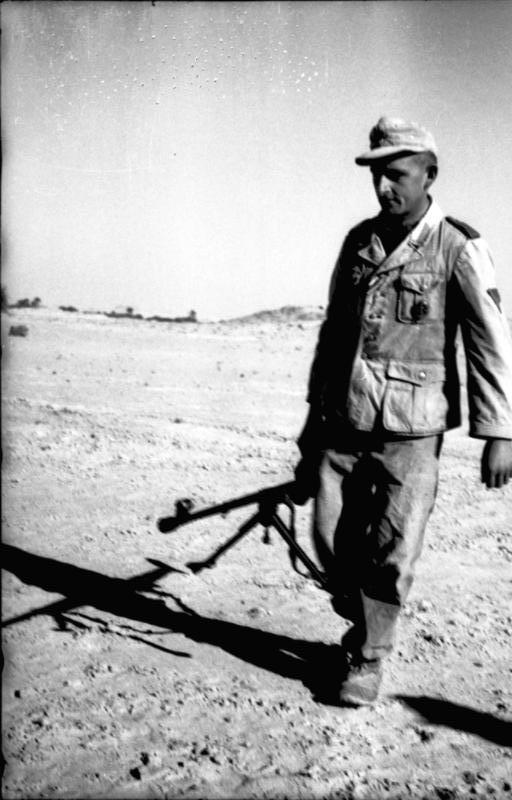
Soldado alemão em campanha no Norte da África.

Algumas unidades se tornaram notáveis em combate, incluindo a 15 ª Divisão, 21 ª Divisão Panzer, divisão inicialmente criada como uma divisão de infantaria e, lentamente, atualizada para uma divisão totalmente motorizada. A seguir foi redefinida como 90ª Divisão Ligeira Afrika. Outras como 164ª Divisão Ligeira Afrika, a 999ª Divisão Ligeira Afrika, e também a 334ª Divisão de Infantaria, e da Brigada Luftwaffenjäger-1 ou Fallschirmjäger-Ramcke Ramcke Parachute Brigade (Brigada de Paraquedistas Ramcke, em homenagem a seu comandante Hermann-Bernhard Ramcke). Havia também oito divisões italianas (das dez divisões italianas no norte da África), sob o comando de Rommel no Exército Panzer Afrika, incluindo duas divisões blindadas, duas divisões motorizadas, três divisões de infantaria, e a Divisão de Paraquedistas Folgore.

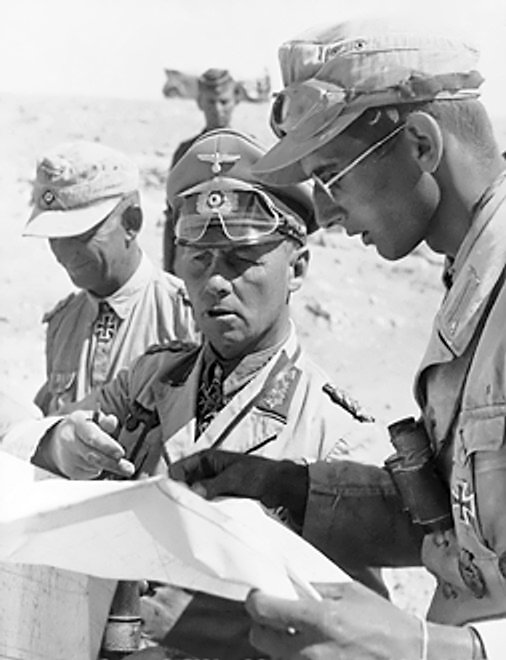
Rommel passando instruções para um oficial alemão no Norte da África, 1942.

Partindo de Trípoli, o Afrikakorps correu a costa do norte da Africa, derrotando os ingleses, passando pela Cirenaica, Gazala, Tobruk, indo em direção ao Egito, onde pretendia tomar posse de fontes combustíveis que ajudariam o Afrikakorps a manter seus tanques rodando. A essa altura, os ingleses vinham reestruturando suas forças no Egito, visando um contra-ataque. Essa reestruturação deveu-se principalmente ao plano de arrendamento fechado com os Estados Unidos, conseguido com muito tato por Winston Churchill, onde o general Bernard Montgomery começa a receber muitos Sherman´s e todo tipo de material bélico e suprimentos. Passamos já da metade de 1942. A virada Britânica deu-se em El Alamein, onde os combustíveis do Afrikakorps praticamente acabam, e a ofensiva passa a ser dos ingleses. Começa então o caminho de volta para o Afrikakorps, sem que este tivesse tido autorização de Adolf Hitler para reorganizar atrás das linhas (a famosa ordem do Führer - Vitória ou morte) até a rendição do que sobrou do exército de Rommel em Medjez el Bab, em maio de 1943. Rommel encontrava-se já evacuado do teatro africano, em fevereiro de 1943, internado em um hospital na Alemanha.
Em 7 de abril de 1943, ao final dos combates, o destino e a história registrariam um fato que tentaria mudar o destino da Segunda Guerra Mundial. Um caça-bombardeiro inglês, mergulha e atinge carro do tenente-coronel Claus Schenk Graf von Stauffenberg, que comandava uma retirada. O mesmo tomba gravemente ferido, sendo socorrido imediatamente por um carro-hospital que acompanhava a retirada. Os homens da Blindada 90 (Regimento de Artilharia Blindada 90), o acompanharam sem saber que aquele homem posteriormente uniria-se à resistência alemã e entraria para a história.

## Capitulação
Na tarde de 12 de maio o general von Arnim, Comandante-chefe do Afrika Korps ofereceu ao inimigo a capitulação do Grupo de Exércitos e do Afrika Korps. O general Cramer enviou sua última mensagem:
Ao Comando Superior da Wehrmacht. Munições atiradas até ao fim, armas e equipamentos destruídos. o Afrika Korps, de acordo com as ordens lutou até ao final. O Afrika Korps deverá renascer. Assinado Cramer.
Em 12 de maio às 18h00 a 90ª Ligeira capitulou. Em 13 de maio às 11h00 a 164ª Divisão Ligeira Afrika depôs as armas. Ao final, 130 000 soldados alemães foram aprisionados, 18 594 ficaram para trás enterrados no Egito, na Líbia e na Tunísia, mais de 3 400 desaparecidos. O número de alemães que findaram seus dias, quer durante voos sobre o Mediterrâneo, quer no fundo do mar ainda é desconhecido. As autoridades italianas indicam uma cifra de 13 748 mortos, destes somam-se 8 821 desaparecidos
Rendeu-se aos aliados em 12 de maio de 1943, nos arredores de Túnis, na atual Tunísia, 773 dias após o início da ofensiva que colocou a forças aliadas no Norte da África de joelhos, capitulava o lendário Afrika Corps.

## Guerra no deserto

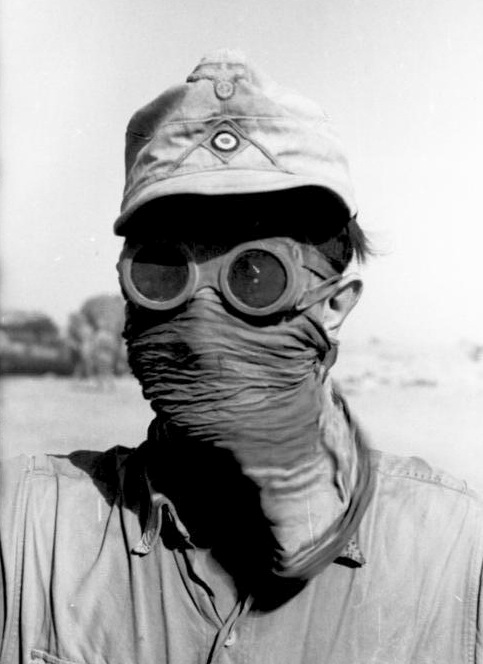
Soldado alemão com o rosto coberto e óculos de proteção para se proteger das tempestades de areia.

As batalhas do Afrika Corps ocorreram em sua maioria no deserto rochoso de Cyrenaica, onde atualmente está localizada a Líbia. Percorrida normalmente por beduínos nômades, a região é pouco povoada e possui um solo bastante duro e plano, o que dificultava a construção de trincheiras pela infantaria.
O clima do deserto castigava as tropas de ambos os lados. Durante o dia o calor era insuportável e durante a noite as temperaturas despencavam. Apesar do calor, os alemães frequentemente utilizavam seus casacos durante o dia como proteção extra durante as tempestades de areia. Essas tempestades inviabilizavam incursões aéreas e tornavam as viagens por terra difíceis. "Ghibli" é o nome beduíno do Siroco, o vento quente que sopra no deserto da Líbia e causa as tempestades de areia. Por causa da desorientação causada todo soldado precisava carregar uma bússola. Os oficiais precisavam carregar suas bússolas até mesmo para uma rápida ida até a latrina, pois era muito fácil se perder no meio da tempestade. Os ventos podiam durar de algumas horas até vários dias e um soldado perdido teria muita dificuldade para encontrar as tropas. A areia costumava se infiltrar em tudo, o que tornava a adaptação e a disponibilidade de peças de reposição essenciais para todos os equipamentos. Os caminhões eram equipados com filtros de ar e óleo especiais e as aeronaves tinham entradas de ar modificadas. Nesse sentido os britânicos e americanos levavam vantagem em relação aos alemães e italianos, pois seus veículos eram em geral melhores adaptados para as condições. Além disso, os carros alemães tinham peças de reposição mais caras e difíceis de encontrar.
Para sustentar as batalhas de blindados em pleno deserto dois suprimentos eram essenciais: água e combustível. Como somente os beduínos sabiam onde cavar para encontrar água e o combustível não estava prontamente disponível, a prudência e economia eram mandatórias. Além dessas dificuldades, a quantidade gigantesca de moscas incomodava os soldados. Além de uma insuportável distração, as moscas pousavam na comida e causavam doenças. Esse problema foi mais sentido pelos alemães, pois os britânicos recebiam comida enlatada, sendo mais fácil escapar das moscas. No que diz respeito à comida, os britânicos tinham uma dieta mais variada e abundante, enquanto os alemães sofriam com a escassez e a distribuição desigual. Por esse motivo os alemães davam uma considerável importância para o confisco de latas de comida dos britânicos durante os confrontos. Com o tempo, a proliferação de doenças, a dieta pobre e a tensão do combate começaram a abalar psicologicamente os soldados do lado do Eixo.

## Comandantes
- Generalfeldmarschall Erwin Rommel (14 de fevereiro de 1941 - 15 de agosto de 1941)
- Generalleutnant Ferdinand Schaal (15 de agosto de 1941 - 1 de setembro de 1941)
- General der Panzertruppen Philipp Müller-Gebhard (1 de setembro de 1941 - 15 de setembro de 1941)
- General der Panzertruppen Ludwig Crüwell (15 setembro 1941 - 9 de março de 1942)
- General der Panzertruppen Walther Nehring (9 de março de 1942 - 19 de março de 1942)
- General der Panzertruppen Ludwig Crüwell (19 de março de 1942 - 29 de maio de 1942)
- General der Panzertruppen Walther Nehring (29 de maio de 1942 - 31 de agosto de 1942)
- Generalleutnant Fritz Bayerlein (31 de agosto de 1942 - 1 de setembro de 1942)
- General der Panzertruppen Gustav von Värst (1 de setembro de 1942 - 2 de setembro de 1942)
- General der Panzertruppen Wilhelm Ritter von Thoma (2 de setembro de 1942 - 13 de novembro de 1942)
- General der Panzertruppen Gustav Fehn (13 de novembro de 1942 - 15 de janeiro de 1943)
- General der Panzertruppen Hans Cramer (28 de fevereiro de 1943 - 16 de maio de 1943)